# Косовска битка
Косовска битка, позната и као битка на Косову, бој на Косову, Косовски бој или Видовданска битка, догодила се 15. јуна (по тада важећем јулијанском календару) 1389. године, на хришћански празник Видовдан, недалеко од Приштине, између српских и османских снага. Српске снаге је предводио кнез Лазар Хребељановић и међу њима су биле и снаге његових сродника и савезника, док се на челу османске војске налазио султан Мурат I са синовима Јакубом и Бајазитом.
У првој фази битке, српске снаге су потиснуле противника, а један од српских витезова (Милош Обилић) успео је да убије султана Мурата и натера османску војску да се повуче. Његов син Бајазит је успео после тога да консолидује своје редове и крене у противнапад у коме је заробљен кнез Лазар. Он је по његовом наређењу погубљен, после чега се османска војска повукла са бојишта и напустила Србију.
Први извори о самој бици говоре о српској победи, а тек касније се јављају наводи о нерешеном исходу и српском поразу (средином 15. века). Због тога се сматра да је сама битка завршена највероватније српском победом или евентуално нерешено, али она по својим далекосежним последицама представља османску победу. Сматра се да су два кључна момента битке погибија османског султана Мурата и погибија српског владара кнеза Лазара. Најубедљивији доказ да су у самој бици Срби однели победу представљају писма српског, босанског и далматинског краља Твртка Котроманића о хришћанској победи.
Лазареви наследници су под притиском угарских напада (јесен 1389) и њихових контаката са Вуком Бранковићем, склопили у првој половини 1390. мир са Бајазитом и признали његову врховну власт. Уз помоћ његових трупа, они су успели да потисну Угаре и поврате изгубљене пределе у западној Србији.
Косовска битка је имала велики одјек у тадашњој Европи и успела је да привремено заустави османско ширење у Европи. Она је током наредних векова постала средишњи мотив српске народне епске поезије и средишњи мотив српског националног идентитета.

## Позадина
После победе у бици на Марици, Османлије нису одмах почели са правим освајањима на Балкану него су, учврстивши своје положаје, стали да шире свој утицај и да стварају упоришта за даље напредовање. Османлије нису хтеле да упорном борбом изазову против себе један хришћански савез пре него што постану сасвим сигурни него су се, за почетак, задовољавали тим да балкански владари признају њихову врховну власт и да их натерају на плаћање данка, како би повећали своја финансијска средства. Зато они нису заузели Вукашинову област, него су пристали да у њој.као краљ влада Вукашинов син и наследник Марко. Марко је владао јужном српском Македонијом са седиштем у утврђеном граду Прилепу, који је имао и природни положај врло погодан за одбрану и од старина изграђиван као најтврђе место Пелагоније. У северном делу Вукашинове краљевине власт је имао млађи Марков брат, Андријаш.
Вукашинови наследници имали су борбе и са западним и са северним српским суседима, који су се пожурили да им, после очеве погибије, окрње поседе. Призрен су преотели Балшићи, а Скопље Вук Бранковић. Отимање око Костура постало је чак и предмет епске песме. Као Марко, османску власт су признали и браћа Дејановићи, Константин и Јован, сестрићи цара Стефана Душана, који су господарили на левој обали Вардара, од Куманова до Струмице. Трећи српски династ на југу, Тома Прељубовић, држао се у Епиру дуже времена само као османски штићеник.
Од осамдесетих година 14. века Османлије су постале активније и агресивније. Они упадају чак и у области изнад Шар-планине, а њихове се чете залећу и у западне области све до близу Српског приморја, и то не само у Албанију него и у Захумље. Ти упади вршени су првобитно са малим одељењима и нису могли имати освајачки карактер. Извођени су ради пљачке и с намером да изазивају неспокојство и страх. Временом та залетања имају извиднички карактер и служе као уводне акције за веће покрете. Стари српски летописи, који настају у ово време, бележе све чешће датуме тих упада и сукоба, осећајући им из дана у дан све већи значај. Први од сукоба на границама северне Србије био је 1380, када је Цреп Вукославић сузбио Османлије на Дубравници. У то време, због опасности од Османлија, подигнут је недалеко од ушћа Топлице у Јужну Мораву град Копријан, да брани нишавску долину од њиховог насртања.
У исто доба Османлије су продирале и према Албанији, пошто су у јужној Македонији и у Епиру утврдили своју превласт. Хришћански господари тих области ишли су им посредно на руку својим борбама око појединих крајева или за власт. У тим борбама нарочито су били активни припадници династије Анжујаца из јужне Италије и други великаши пореклом из Италије који су, помагани делимично од својих земљака, одржавали своје раније владарске поседе на источној обали Јадранског мора и у Грчкој, или тежили да их прошире, или да добију нове. Од српских династа у Албанији био је активан једино Балша II Балшић који је успео да женидбом постане господар Валоне и Берата, и који је водио дуге борбе да би добио и Драч. Тај врло борбени и недовољно разборити човек, са великим амбицијама, створио је себи непријатеље на више страна. Анжујци су хтели да свакако добију Драч као своје старо упориште, а за Драч се отимао и Карло Топија, најмоћнији албански великаш. Балша је имао извесних тренутних успеха, али се исцрпео у честим подвизима, који нису одговарали његовој стварној снази. Османлије су, видећи та трвења, окренули своје чете и на ту страну. У борби с њима, у Мусакији, Балша је погинуо 18. септембра. Његова удовица затражила је потом млетачку заштиту и с том помоћи одржала се у области Валоне, коју је после оставила свом зету Мркши Жарковићу, сестрићу Константина Драгаша.
После тога Османлије су поновиле своје упаде у северне и северозападне области. Османлије су освојиле Ниш (1386), главно чвориште на путевима од југа према северу и од истока према западу. Намера им је била да поседајући то место и крај ближе прате везе између Србије и Бугарске. Српска војска разбила је Османлије код Плочника, али Ниш није успела да поврати. Исте ове године јављају се први пут и османске чете у Захумљу. Њихов изненадни и необични упад изазвао је запрепашћење и велику пометњу; људи су у страху бежали са стоком на дубровачко земљиште, према Јадранском мору. Две године потом кренула је нова османска војска према Хуму, али је претрпела пораз код Билеће.
Порази код Плочника и Билеће натерали су султана Мурата на озбиљне припреме за борбу са Србима. Мада растројени и тешко погођени поразом на Марици, Срби су још увек представљали главну војничку силу Балкана. Османске припреме за напад вршене су дуго и већ у фебруару 1389. знало се за њих у Млецима, а и у самој Србији.
Кнез Лазар Хребељановић је створио средиште у Крушевцу, држећи најбогатији и најплоднији део српске државе, цео слив Јужне и Западне Мораве. Испред њега, према Османлијама, налазило се Косово под влашћу Лазаревог зета Вука Бранковића, које је штитило Србију с југа. Лазар се надао да ће у савезу са Босном и Бугарском моћи обезбедити своје подручје од судбине јужне српске државе.
Пред опасношћу од Османлија, која се јавила у пуној озбиљности, кнез Лазар је потражио помоћи код својих савезника. Велику бригу задавало му је држање угарског краља Жигмунда. Раније, Лазар је једно време, притиснут од Николе Алтомановића, пристајао да буде угарски вазал, али се после Лајошеве смрти, заједно с Твртком, ставио на страну Жигмундових противника. Стога је Лазар имао разлога да се боји од његове освете. Да би га придобио Лазар је, преко свог зета Николе Гаре, поново понудио Жигмунду да му постане вазал. Жигмунд је то примио, али до склапања уговора није дошло, јер је већ пре тога пала одлука на Косову.

## Распоред војске на бојишту и битка
Дуга припремања и на српској и на османској страни говорила су јасно да се ради о великој и одлучној борби. То се видело већ и по томе, што су на бојно поље кренула и оба владара лично, кнез Лазар и султан Мурат са два сина, Бајазитом и Јакубом. Поузданих записа колико је војника било у сукобљеним војскама кнеза Лазара и султана Мурата на Косову пољу у јуну 1389. нема. Према проценама Симе Ћирковића, Мурат је могао имати око 30.000, а Лазар од 15.000 до 20.000 војника. Према уобичајеном распореду војске, средишњим делом српске војске заповедао је кнез Лазар, крило десно од њега водио је Вук Бранковић, а крило лево од Лазара водио је војвода Влатко Вуковић Косача. Вуковић је довео и војнике који су под његовим заповедништвом победили Османлије код Билеће у августу 1388, а њих је послао краљ Срба и Босне Стефан Твртко I. Са одредима Твртка I, старог савезника Лазара, у помоћ су дошли и Тврткови хрватски вазали „крсташи”, под вођством Ивана Палижне, који је као врански приор имао под собом крсташе витезове Јовановце.
Приближан положај војске на бојишту одређује се према месту погибије султана Мурата I уз приближне процене броја и уобичајеног распореда војника у сукобљеним странама, а претпоставља се да је Мурат убијен на Газиместану где је после подигнуто Муратово турбе. Тако је насупрот средишту српске војске било средиште османске војске, којим је командовао султан Мурат I. На левом османском крилу били су војници из Мале Азије, којим је заповедао једам Муратов син Јакуб Челебија, а на десном крилу био је други син Бајазит Јилдирим, који је водио Османлије из европског дела државе. Српски властелини са југа нису смели, у сукобу, да стану уз кнеза Лазара, делом из страха од огромне османске снаге, а делом због недостатка свести о потреби националне солидарности, или из себичних интереса нису видели да ће Лазарев слом само отежати и њихов положај. Султанов вазал Константин Драгаш је угостио османску војску која је преко његове области полазила на Косово и дао јој је и своје помоћне чете. У османској војсци поред Срба Константина Драгаша, било је и Грка који су дошли из области вазала Мурата I, а цара Византије, а можда је било и Срба који су били из области краља Срба Марка, који је, такође, био вазал Мурата I, али о томе шта је радио краљ Марко у време Косовског боја нема непосредних писаних вести.
Српска војска је била опремљена по стилу хришћанске војске тог времена са шлемовима, крљушт оклопима, дугим мачевима, док су јединице обичне пешадије биле наоружане шлемом, мачем, копљем и у обичној ношњи.
Одлучна борба била је на Видовдан, у уторак, 15. јуна (по тада важећем јулијанском календару) 1389. године, на Косову пољу, северно од Приштине, у „држави” Лазаревог зета Вука Бранковића. У том дану убијени су обојица војсковођа и то је допринело да савременици, али и генерације које су следиле виде Косовску битку као значајнију од Маричке битке и најважнију.
Према једном османском извору, обе војске су употребиле и малобројне топове, али главну битку водиле су коњице и стрелци. Непознато је тачно у ком делу битке је погинуо султан Мурат I. Поуздано се зна да је мала дружина српских витезова успела да се пробије до Мурата I, а један од њих по имену Милош убио је султана. Краљ Срба и Босне Твртко I писао је и Фиренци о сукобу на Косову, а у сачуваном одговору из октобра 1389. који је написан у Фиренци честита се Твртку I победа и спомиње се дружина од 12 српских ратника који „мачем отворише себи пут, до Муратова шатора” и убише га. Ово је најстарији сачувани опис погибије султана у боју и можда најтачнији. Уочљиво је да је број српских ратника који су стигли до султана према писму из 1389. био мали, само 12 витезова. Они су после убиства Мурата I били заробљени, или убијени као Милош од Османлија, а српска војска Милошево убиство Мурата I није могла да искористи да потпуно „обезглави” и порази османску војску. После смрти Мурата I, паше су се договориле да Бајазита I прогласе за султана, а Јакуба су убили и наставили су битку против Лазареве војске.
Мало касније, крајем 14. века у османском султанату се појавила прича да је Мурат I убијен „преваром”. Од тад османски извори тврде да је Мурат погинуо, или после битке, или мало пре њеног свршетка а на превару од једног српског скривеног завереника, или рањеног борца, док је посматрао исход борбе, која је већ била одлучена у османску корист. Убрзо после тога, и у српским писаним изворима у Јефимијиној Похвали кнезу Лазару, која је писана на самом почетку 15. века, у накнадним верзијама пише да је Мурат погинуо после борбе. Неколико деценија после, легенда о убиству султана „на превару” појављује се у српским изворима, у Житију деспота Стефана Лазаревића Константин Филозоф Костенечки око 1431. записао је легенду да су једног српског племића неки завидници тужили кнезу Лазару да ће му учинити неверу, а оптужени да покаже ко је веран, и за кога је доцније уписано у текст и име Милош, у згодном часу потрчао је Османлијама претварајући се, да хоће да се преда, али кад је дошао до султана, Милош је зарио мач у Мурата I. Овај опис убиства Мурата I, настао четири деценије после описа из фирентинског писма Твртку I се веома разликује и показује да је „већ почело мешање истине и измишљотине.” Трећи српски извор, „Герасимов летопис” (Герасим је брат Вука Бранковића), каже да је Милош пробо копљем Мурата. Народно предање је развило верзију да је Милош извршио своје дело пре почетка борбе. Народна песма спомиње два Милошева побратима Милана Топлицу и Ивана Косанчића, два иначе историјски сасвим непозната лица, као његове пратиоце и саборце у продору до Мурата. О самом Милошу историја не зна никаквих појединости. У оновременим изворима не спомиње се име витеза који је убио Мурата I. Скоро век после догађаја као убицу султана „Милоша Кобилу” спомиње Ашикпаша-заде (Дервиш Ахмед, писао око 1484), а затим и Константин Михаиловић (око 1500), али постоји претпоставка да је презиме од Османлија намерно написано у погрешном облику да се „наружи” убица султана Мурата I, а да је касније записано презиме Обилић, које се преносило у српском народном предању тачније.
На косовском каменом стубу који је подигао наследник кнеза Лазара, Стефан стоји:  "и прву змију згазише, и умртвише дивљу звер и великог противника, и неситога ада свејадца, велим Амурата и сина његова, аспидин и гујин пород" , што указује да је кнез Лазар доживео и султанову и смрт његовог сина, док о његовој накнадној смрти стоји: 
" Не посече га нико други, о љубими,
до сама рука тога убице, сина Амуратова,
И све ово речено сврши се

лета 6897, индикта 12, месеца 15, у дан уторак"
О самом току борбе зна се сигурно, да су Срби из почетка напредовали и да су потисли одељење султанова сина Јакуба. Влатко Вуковић са Босанцима имао је толико успеха, да је свом краљу, у два маха, слао вести о хришћанској победи. Добро се држало и крило Вука Бранковића. Има сазнања да је Влатко Вуковић уз помоћ једног хрватског одреда однео победу на левом крилу где је потукао Капичи-пашу, а Вук Бранковић је на десном крилу поразио Јакуба, млађег сина султана Мурата. Главна борба водила се око Мазгита и Газиместана. Ту је кнез Лазар у почетку борбе потукао Сариџа-пашу, међутим након Муратове смрти Бајазит преузима команду и појачан резервом османске војске и јањичарима улази у срце Лазаревих снага слама њихов отпор, а рањеног Лазара је заробио и посекао као одмазду за Муратову главу. За то време Влатко Вуковић се након своје победе повлачи са Косова и враћа у Босну, а Вук Бранковић након победе на десном крилу пристиже у помоћ обезглављеном средишту српске војске и одолева Бајазитовим нападима. Бајазиту је било прече да погуби брата Јакуба наводно за казну због пораза, а у ствари да га уклони као такмаца за престо, али и да сачува војску, јер је на Косову до тада већ изгубио и више војске него што се надао, за походе на Цариград и Солун и борбе за превласт у муслиманском свету против Тимурлана, па је услед недовршене битке и још отпорне српске војске одлучио да оде кући да би осигурао свој престо. Није сигурно да ли Муратово турбе на Косову показује баш место његове погибије, али је врло вероватно да је на простору око њега развијана главна снага коњице. Исход ове битке се може окарактерисати или без победника или као српска пирова победа. Такође није јасно зашто је народни певач оптужио Вука Бранковића као издајицу. Он је, зна се, и пре и после Косова био противник Османлија и препоручивао везе са Угарима, а од Османлија нити је што тражио ни добио. Њему је народно предање ставило на терет каснији сукоб његових синова са Лазаревим наследником Стефаном и једну каснију заједничку битку Османлија, султана Сулејмана I сина Бајазита, и Ђурђа Бранковића, сина Вука Бранковића, на Косову код Грачанице, против Лазаревих синова Стефана и Вука Лазаревића 1402, у којој су Лазаревићи потукли Ђурђа и Сулејмана I, а вероватно му се није хтело опростити што и он на Косову није нашао смрт уз Лазара и остале српске витезове.

## Последице
Прва вест о боју на Косову долази 12 дана после битке из пера руског ђакона Игњатија који каже да су оба владара погинула у бици. Погибија оба владара, дотле нечувена у историји Балкана, и чињеница што Бајазит чак није остао у Србији, изазвала је утисак да је српска победа потпуна. Босански краљ чак је и неколико недеља касније, јављао пријатељима о победи хришћана и примао честитке. Ни у добро обавештеним Млецима до краја јула још се није знао прави обрачун борбе. Међутим, по Србију последицу су одмах биле видљиве. Без Лазара и без војске, земља је остала обезглављена са женом на престолу и са још непунолетном Лазаревом мушком децом. На српски престо, након пунолетства, дошао је Лазарев син Стефан Лазаревић који је свестан своје немоћи водио мудру политику у почетку као османски вазал што је доласком на престо 1392. наследио, што је последица не Косовске битке већ надирања Угара са севера. Милица која је тада управљала Србијом 1390. понудила Бајазиту вазалство и ћерку Оливеру, а Бајазит је заузврат бранио Србију од Угара јер је Стефан 1390. имао тек 14. година.
Бајазит I, као нови султан, узео је за жену Лазареву кћерку Оливеру. Срби су били приморани да плаћају данак Османлијама и обавезали су се да ратују у османску корист. Лазарев син Стефан ће се борити на османској страни 1402. у бици код Ангоре између Бајазита и Тамерлана. Темерланове снаге ће нанети тежак пораз Османлијама и заробити Бајазита. Након Бајазитове смрти Србија више није османски вазал, а деспот Стефан се чврсто везује за угарског краља Жигмунда. Много касније, након две мање битке, Османлије ће 1459. коначно заузети остатке Србије.
Лазарева погибија се већ крајем 14. века, схватила као свесна жртва да се очува народна и државна слобода и да послужи као пример за доцнија поколења. Ниједан српски владар није добио толико похвалних слова као Лазар. Прва жена списатељ у српској књижевности, монахиња Јефимија, жена деспота Угљеше, извезла је Лазару на свиленом покрову за његово тело молитву и признање за учињену жртву. Таква схватања ушла су и у широке народне кругове. Косовска битка се често славила у српској историји и предмет је српске народне епске поезије.

## Вести о исходу битке
Извори настали непосредно након битке не говоре о победи Османлија, а неки и изричито величају успех хришћанских снага. Тако је краљ Твртко слао у свет вести о великој хришћанској победи над Османлијама, те је 1. августа 1389. године у Трогир послао писмо о великој победи. Почетком октобра 1389. шаље слично писмо шаље у Фиренцу и 20. октобра добија из Фиренце одговор у коме му честитају на победи уз замерку што им није одмах слао вести и напомену да о тој победи већ знају. И код Млечана је владао утисак да су Османлије на Косову лоше прошле. Крајем јула Млетачки сенат шаље на Порту посланство новом османском султану. Пошто нису тачно знали ко је заузео престо, млетачки је изасланик носио са собом два писма. Једно је било насловљено на Бајазита, а друго на Јакуба, при чему би посланик прво морао утврдити ко је нови владар. При предаји је посланик имао налог да изјави: „Пре поласка наших галија из Млетачке републике смо чули, али не баш јасно, о рату, који је избио међу свемогућим господаром Муратом, вашим оцем и кнезом Лазаром, о коме се причају разне ствари, којима наравно не можемо веровати. Упркос томе смо обавештени о смрти поменутог господара Мурата, што веома жалимо”.
Млетачка влада се при томе држала само на речима изражавања саучешћа, што доказује, да су у Млетачкој републици шест седмица након битке кружиле приче о неповољном исходу за Османлије. Сачувана је и једна белешка, која говори, да су вест о османском поразу добили и у Паризу.
Записи Бенедикта Курипешића, аустријског посланика у Цариграду, настали су 250 година након Косовске битке. На путу за Цариград су се зауставили и у Приштини. У свом путопису описао је ту битку. Како каже Курипешић у својој књижици, током путовања зауставили су се код „чудног гроба”, лепо украшеног и покривеног куполом. На том месту султана је ножем распорио неки стари српски витез по имену Милош Обилић. То је био један од првих описа места погибије султана Мурата. Даље пише о бици и кнежевој свечаној вечери пред битку, при чему му је Милош обећао, да ће направити нешто што млађи не могу и да ће сам завршити његов рат упркос томе да ће изгубити главу. Сутрадан, уочи битке Милош одлази у султанов шатор, где му је султан пружио ногу да је Милош пољуби. На шта му Милош рече: „Није достојно, да ти као хришћанин пољубим ногу, зато ћеш сада примити своју награду”. Милош је при томе извукао нож и распорио Мурату трбух. Бенедикт Курипешић завршава књижицу речима да су Турци притом изгубили главу и побегли и тако су се кнез и његова војска лишили непријатеља.

## Хронологија
У време Косовске битке, у тадашњем хришћанском свету, а самим тим и у средњовековној Србији, употребљаван је јулијански календар, по коме се битка одиграла у уторак, 15. јуна 1389. године. У сваременој пракси, годишњица битке обележава се управо по јулијанском датуму, који се разликује од новог календара. Током 19. века, разлика је била 12 дана, такао да је 1889. године прослава петстоте годишњице битке одржана 15. јуна (по старом), односно 27. јуна (по новом). Током 20. и 21. века, разлика између календара износи 13 дана, такао да је 1989. године прослава шестстоте годишњице одржана 15. јуна (по старом), односно 28. јуна (по новом). Додатну хронолошку занимљивост представља прорачунавање "пролептичког" (повратног) датума, путем протезања савременог календара на збивања из ранијих времена, која су претходила његовом увођењу. На пример, када се грегоријански календар, који је настао 1582. године, протегне на ранија времена, односно на јулијански 15. јун 1389. године, као пролептички (повратни) грегоријански датум Косовске битке добија се 23. јун.

## Галерија
Галерија уметничких приказа тока битке и учесника битке:
- Иван Мештровић, Косовским осветницима 1912—1913, рељеф
- Сабор у Призрену пред Косовску битку. Дело Стеве Тодоровића из 1899.
- Југ Богдан и девет Југовића, Адам Стефановић
- Косовка девојка. Дело Уроша Предића из 1919.
- Петар Палавичини: Мајка Југовића, рељеф, 1910.
- Милош Обилић пред Муратовим шатором, Павле Чортановић и Адам Стефановић
- Милош Обилић убија султана Мурата
- Анастас Јовановић, Косовска вечера, цртеж, Музеј града Београда
- Бој на Косову, руска минијатура из 16. века
- Бошко Југовић у боју на Косову
- Лазар Мусић, учесник битке
- Стефан Мусић, учесник битке
- Приказ Милоша Обилића у крљушт оклопу са шлемом, 1913.